# Dendron (Virginie)
Pour les articles homonymes, voir Dendron.
Dendron est une municipalité américaine située dans le comté de Surry en Virginie. Selon le recensement de 2010, Dendron compte 272 habitants.

## Géographie
Dendron se trouve dans le sud-est de la Virginie entre Richmond et Norfolk, à environ 60 kilomètres de ses deux villes.
La municipalité s'étend sur 3,57 milles carrés (9,25 km2).

## Histoire
Le bourg est à l'origine une cité ouvrière de la Surry Lumber Company, une entreprise spécialisée dans le bois. D'abord appelé Mussel Fork Village, il est renommé en 1896 prenant le nom de Dendron qui signifie « arbre » en grec.
Grâce au développement de l'entreprise, Dendron atteint 1 513 habitants en 1906, année où elle acquiert le statut de municipalité. En 1927, la Surry Lumber Company ferme ses portes ; la ville qui compte alors 3 000 habitants est en grande partie détruite.

## Démographie
Selon l'American Community Survey de 2018, la population de Dendron est majoritairement afro-américaine (à 52 %) ; les blancs représentant 38 % de la population et les métisses 10 %. Sa population est plus âgée que la moyenne nationale, avec un âge médian de 47 ans (neuf ans de plus que le pays). Si le revenu médian par foyer, de 58 462 dollars, y est inférieur à la Virginie (71 564 dollars) et aux États-Unis (60 293 dollars), son taux de pauvreté est équivalent (11,5 % contre 10,7 % et 11,8 %),.